# National Monument (USA)
Et National Monument i USA er et beskyttet område eller et historisk sted på samme måde som en nationalpark, bortset fra at præsidenten selv kan erklære at et givent område skal være National Monument, hvor oprettelsen af en nationalpark kræver en kongresbeslutning.
National Monuments modtager mindre i offentlig støtte og yder mindre naturbeskyttelse end nationalparkerne. Et National Monument vil typisk heller ikke beskytte så mange forskellige ting, som en nationalpark. Hvor disse typisk beskytter en lang række unikke ting, vil et typisk National Monument kun have som mål at beskytte en enkelt eller nogle få ting.
Områder inden for National Forests, National Parks eller National Monuments kan rumme eller selv ligge helt eller delvis inden i såkaldte vildmarksområder ("US Wilderness Areas"), som har en endnu højere grad af beskyttelse end nationalparker i sig har. Beskyttede vildmarksområder administreres af United States Forests Service (under USA's landbrugsministerium) og Bureau of Land Management (under USA's indenrigsministerium).

## Administration
National Monuments administreres af én af flere forskellige regeringsorganisationer, typisk National Park Service, US Forest Service, United States Fish and Wildlife Service og Bureau of Land Management. I alt er 6 myndigheder involveret i administrationen af National Monuments.

## Historie
Retten at oprette National Monuments tilfaldt præsidenten ved den såkaldte Antiquities Act fra 1906. Loven blev underskrevet af Theodore Roosevelt, som i september 1906 udpegede Devils Tower i Wyoming som USA's første National Monument. Ud over at autorisere præsidenten til at oprette National Monuments, lovliggjorde loven også arkæologiske undersøgelser inden for National Monuments, og den gjorde det strafbart at bortfjerne fortidsminder fra samme områder.
Loven blev oprindeligt lavet primært for at beskytte historiske landemærker, forhistoriske bygninger og andre strukturer og andre ting med historisk eller videnskabelig interesse. I første omgang var loven tiltænkt beskyttelsen af forhistoriske oprindelige amerikaneres ruiner og andre efterladenskaber. Grænserne for et National Monument skulle holdes til det mindst mulige område, der sikrer bevaring, vedligehold og administration af det, der skal beskyttes.
Lovens formulering "eller videnskabelig interesse" gjorde det muligt for Roosevelt at udpege Devils Tower, som er en geologisk formation, til National Monument, og blandt de næste tre områder, der blev udpeget, var også Petrified Forest i Arizona (der også er et naturligt, ikke-menneskeskabt område). At der skulle være tale om menneskeskabte ting, holdt altså mindre end det første år efter lovens vedtagen.
Allerede i 1908 blev der også "dispenseret" for idéen om at områderne skulle være små, da Roosevelt benyttede loven til at gøre mere end 3.200 km² omkring Grand Canyon til National Monument; et meget stort "område af videnskabelig interesse". .
I 1918 udpegede Woodrow Wilson Katmai National Monument i Alaska. Dette område omfattede ca. 4.000 km² og er senere udvidet til at omfatte 11.000 km².

### Konflikter mellem præsident og kongres
Da hverken Arizona eller Alaska var stater, men kun territorier, da områderne blev udpeget, gav det ikke anledning til nævneværdig modstand i kongressen, selv om præsidenterne strakte loven langt for at kunne udpege så store områder. Det kom der til gengæld i 1943, da præsident Franklin D. Roosevelt udpegede Jackson Hole i Wyoming som National Monument. Formålet var at kunne acceptere en gave fra John D. Rockefeller, Jr., som skulle have været en udvidelse af Grand Teton National Park. Denne udvidelse havde kongressen dog sat sig imod, og derfor traf præsidenten beslutningen om at gøre det nye område til National Monument. Dette mente man var misbrug af Antiquities Act til at omgå kongressen, og der blev fremsat lovforslag om at afskaffe områdets status igen. Denne lov blev vedtaget i kongressen, men præsidenten brugte sin ret til at nedlægge veto og området forblev National Monument. I 1950 vedtog Kongressen en lov, der lagde størstedelen af Jackson Hole National Monument ind under Grand Teton National Park, men til gengæld forbød den udpegningen af flere National Monuments i Wyoming.
Fra 1943 til 1978 blev loven kun brugt sparsomt, og præsidenten har siden 1943 typisk søgt kongressens accept inden udpegningen af nye National Monuments. Af og til er det dog "gået galt". I 1960 udpegede den daværende præsident, Dwight D. Eisenhower Chesapeake og Ohio-Kanalen til National Monument, da kongressen nægtede at gøre området til nationalpark. Det fik formanden for Repræsentantertnes Hus' Indenrigskomite til at blokere alle senere forslag om at gøre området til nationalpark i resten af 60'erne.
I 1978 kom den hidtil største anvendelse af loven fra 1906, da præsident Jimmy Carter udpegede femten forskellige områder i Alaska til National Monuments, igen uden at spørge kongressen. I 1980 blev der vedtaget en lov, der lagde de fleste af disse National Monuments ind under forskellige nationalparker og naturreservater, men som til gengæld indskrænkede adgangen til at udpege nye National Monuments i Alaska.

### Nyere tid
Fra 1978 til 1996 blev præsidentens ret til at udpege National Monuments ikke anvendt, men i 1996 udpegede Bill Clinton Grand Staircase-Escanlante National Monument i Utah. Beslutningen var ikke populær i staten og man forsøgte at vedtage lovgivning, der yderligere skulle begrænse præsidentens muligheder, men ingen af disse love er endnu trådt i kraft. Bill Clinton udpegede i alt 19 National Monuments, som for de flestes vedkommende administreres af Bureau of Land Management, og ikke af National Park Service. Områderne er en del af det såkaldte National Landscape Conservation System.
I 2006, i hundredåret for lovens vedtagelse, udpegede præsident George W. Bush to vidt forskellige National Monuments: African Burial Ground National Monument, et meget lille område i New York City, og Northwestern Hawaiian Islands National Monument, der omfatter ca. 360.000 km² af Stillehavet. Dette National Monument er større end alle USA's nationalparker tilsammen.
I 2009, lige inden sin afgang udpegede Bush Mariana Trench Marine National Monument, Pacific Remote Islands Marine National Monument og Rose Atoll Marine National Monument, alle i det vestlige Stillehav. Det nyeste National Monument blev faktisk udpeget af kongressen; Prehistoric Trackways National Monument i New Mexico i marts 2009.

### Udvidelse af bestående områder
Forskellige præsidenter har udnyttet loven ikke bare til at udpege nye National Monuments, men også til at øge størrelsen på allerede eksisterende monumenter. I 1938 besluttede Franklin D. Roosevelt en betydelig udvidelse af Dinosaur National Monument på grænsen mellem Colorado og Utah. I 1965 udvidede Lyndon B. Johnson Statue of Liberty National Monument med Ellis Island og i 1978 forøgede Jimmy Carter Katmai National Monument og Glacier Bay National Monument (også i Alsaka) med store områder.

## National Monuments i dag
I dag er der 100 National Monuments fordelt på 27 stater samt District of Columbia, Jomfruøerne, Amerikansk Samoa, Minor Outlying Islands (11 øer i det centrale Stillehav) samt Nordmarianerne. Arizona har flest National Monuments med 18, New Mexico har 12, og Californien har 10. 55 nationale monumenter beskytter naturområder med væsentlig betydning, heraf er syv er marine områder og fem er vulkaner, mens 10 er geologiske områder. 22 National Monuments forbindes med oprindelige amerikanere og 23 er andre historiske områder, herunder 10 forter.
Siden 1906 er mange National Monuments blevet oprettet og nedlagt igen, enten fordi områderne er blevet nationalparker eller fordi de er overgået til delstaternes administration. 95 af de nuværende monumenter administreres af en enkelt myndighed mens ansvaret for de sidste fem deles mellem to myndigheder. Fordelingen er som følger:
- National Park Service, 72 monumenter
- Bureau of Land Management, 13 monumenter
- United States Forest Service, 5 monumenter
- United States Fish and Wildlife Service, 4 monumenter
- Armed Forces Retirement Home, 1 monument

National Park Service administrer yderlige 2 monumenter sammen med Bureau of Land Management og 1 sammen med United States Fish and Wildlife Service. Bureau of Land Management administrer yderligere et monument sammen med United States Forest Service og United States Forest Service administrer yderlige et monument sammen med National Oceanic and Atmospheric Administration.
Siden Antiquities Act blev vedtaget i 1906 har kun tre præsidenter ikke udpeget National Monuments. Det var Richard M. Nixon, Ronald Reagan og George H.W. Bush. Flest monumenter er udpeget af
- Bill Clinton (19)
- Theodore Roosevelt (18, heraf eksister 9 fortsat)
- Jimmy Carter (15)